# Mercedes Peris
Maria Mercedes Peris Minguet (Valencia, 5 januari 1985) is een Spaanse zwemster. Ze vertegenwoordigde haar vaderland op de Olympische Zomerspelen 2008 in Peking.

## Carrière
Bij haar internationale debuut, op de Europese kampioenschappen kortebaanzwemmen 2000 in haar geboortestad Valencia, strandde Peris in de series van de 50 meter rugslag.
In Madrid nam de Spaanse deel aan de Europese kampioenschappen zwemmen 2004, op dit toernooi eindigde ze als vijfde op de 50 meter rugslag en werd ze uitgeschakeld in de halve finales van de 100 meter rugslag. Op de Europese kampioenschappen kortebaanzwemmen 2004 in Wenen strandde Peris in de series van de 50 meter rugslag, samen met Sara Pérez, Angela San Juan en Ana Belen Palomo werd ze uitgeschakeld in de series van de 4x50 meter wisselslag.
Tijdens de Europese kampioenschappen zwemmen 2006 in Boedapest eindigde de Spaanse als vierde op de 50 meter rugslag en als zevende op de 100 meter rugslag. In Helsinki nam Peris deel aan de Europese kampioenschappen kortebaanzwemmen 2006, op dit toernooi eindigde ze als achtste op de 50 meter rugslag en strandde ze in de halve finales van de 100 meter rugslag.
Op de wereldkampioenschappen zwemmen 2007 in Melbourne werd de Spaanse uitgeschakeld in de series van zowel de 50 als de 100 meter rugslag.
Tijdens de Europese kampioenschappen zwemmen 2008 in Eindhoven eindigde Peris als vijfde op de 50 meter rugslag, op de 100 meter rugslag strandde ze in de halve finales. Bij haar olympisch debuut, in Peking, werd de Spaanse uitgeschakeld in de series van de 100 meter rugslag. In Rijeka nam Peris deel aan de Europese kampioenschappen kortebaanzwemmen 2008, op dit toernooi strandde ze in de halve finales van de 50 meter rugslag en in de series van de 100 meter rugslag.

### 2009-heden
Op de wereldkampioenschappen zwemmen 2009 in Rome strandde de Spaanse in de halve finales van de 50 meter rugslag. Tijdens de Europese kampioenschappen kortebaanzwemmen 2009 in Istanboel eindigde Peris als achtste op de 50 meter rugslag, op de 100 meter rugslag werd ze uitgeschakeld in de halve finales. Op de 4x50 meter wisselslag eindigde ze samen met Concepcion Badillo, Angela San Juan en Maria Fuster op de negende plaats.
In Boedapest nam de Spaanse deel aan de Europese kampioenschappen zwemmen 2010, op dit toernooi veroverde ze de bronzen medaille op de 50 meter rugslag en eindigde ze als vierde op de 100 meter rugslag. Op de wereldkampioenschappen kortebaanzwemmen 2010 in Dubai sleepte Peris de bronzen medaille in de wacht op de 50 meter rugslag, op de 100 meter rugslag eindigde ze op de zevende plaats.
Tijdens de wereldkampioenschappen zwemmen 2011 in Shanghai eindigde de Spaanse als achtste op de 50 meter rugslag, op de 100 meter rugslag strandde ze in de series. In Szczecin nam Peris deel aan de Europese kampioenschappen kortebaanzwemmen 2011. Op dit toernooi eindigde ze als zevende op de 50 meter rugslag, daarnaast werd ze uitgeschakeld in de halve finales van de 100 meter rugslag en gediskwalificeerd in de series van de 200 meter rugslag.

## Internationale toernooien
| Jaar | Olympische Spelen | WK langebaan                     | WK kortebaan                  | EK langebaan                    | EK kortebaan                                        |
| ---- | ----------------- | -------------------------------- | ----------------------------- | ------------------------------- | --------------------------------------------------- |
| 2000 | geen deelname     |                                  | geen deelname                 | geen deelname                   | 17e 50m rugslag                                     |
| 2001 |                   | geen deelname                    |                               |                                 | geen deelname                                       |
| 2002 |                   |                                  | geen deelname                 | geen deelname                   | geen deelname                                       |
| 2003 |                   | geen deelname                    |                               |                                 | geen deelname                                       |
| 2004 | geen deelname     |                                  | geen deelname                 | 5e 50m rugslag 13e 100m rugslag | 24e 50m rugslag 10e 4x50m wisselslag                |
| 2005 |                   | geen deelname                    |                               |                                 | geen deelname                                       |
| 2006 |                   |                                  | geen deelname                 | 4e 50m rugslag 7e 100m rugslag  | 8e 50m rugslag 10e 100m rugslag                     |
| 2007 |                   | 21e 50m rugslag 34e 100m rugslag |                               |                                 | geen deelname                                       |
| 2008 | 28e 100m rugslag  |                                  | geen deelname                 | 5e 50m rugslag 9e 100m rugslag  | 13e 50m rugslag 20e 100m rugslag                    |
| 2009 |                   | 15e 50m rugslag                  |                               |                                 | 8e 50m rugslag 15e 100m rugslag 9e 4x50m wisselslag |
| 2010 |                   |                                  | 50m rugslag · 7e 100m rugslag | 50m rugslag · 4e 100m rugslag   | geen deelname                                       |
| 2011 |                   | 8e 50m rugslag 18e 100m rugslag  |                               |                                 | 7e 50m rugslag 13e 100m rugslag DQ 200m rugslag     |

## Persoonlijke records
Bijgewerkt tot en met 27 juli 2011

### Kortebaan
| Afstand      | Tijd  | Datum            | Plaats |
| ------------ | ----- | ---------------- | ------ |
| 50m rugslag  | 26,80 | 19 december 2010 | Dubai  |
| 100m rugslag | 57,87 | 16 december 2010 | Dubai  |

### Langebaan
| Afstand      | Tijd    | Datum            | Plaats    |
| ------------ | ------- | ---------------- | --------- |
| 50m rugslag  | 27,93   | 27 juli 2011     | Shanghai  |
| 100m rugslag | 1.00,85 | 11 augustus 2010 | Boedapest |